# سلوين والي
سلوين والي (بالإنجليزية: Selwyn Whalley)‏ هو لاعب كرة قدم بريطاني في مركز الدفاع، ولد في 24 فبراير 1934 في Tunstall, Staffordshire ‏ في المملكة المتحدة، وتوفي في 8 أغسطس 2008 في ستوك أون ترينت في المملكة المتحدة بسبب سرطان البروستاتا. لعب مع بورت فايل.